# Dolmen du Pech (St-Antonin-Noble-Val)

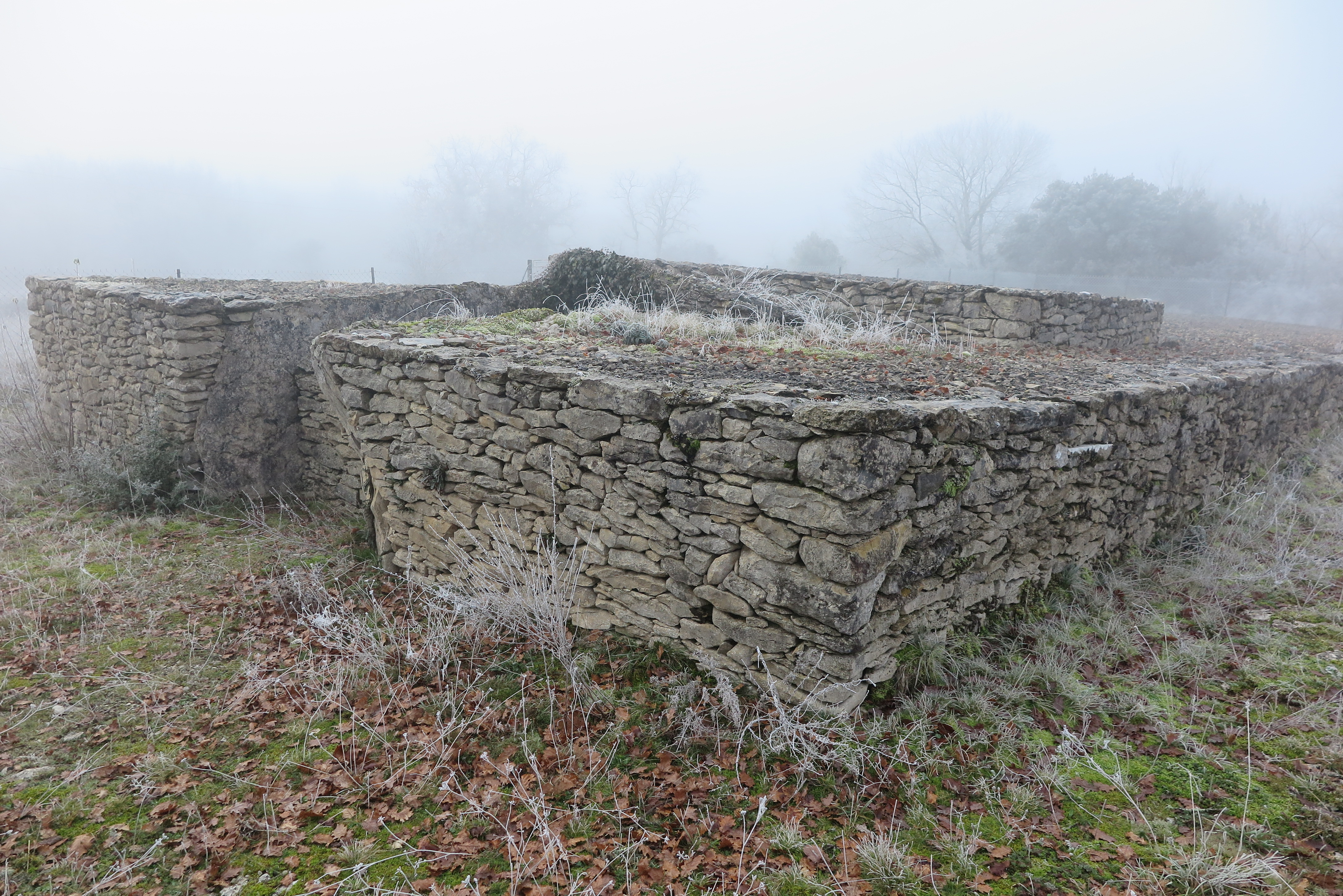
Dolmen du Pech

Die verschachtelten Dolmen du Pech (auch Dolmen du Pech von Cazals genannt) liegen westlich von Saint-Antonin-Noble-Val bei Caussade neben der D75B zwischen Garel und Guillau im Département Tarn-et-Garonne in Frankreich. 

## Beschreibung
Der Name kommt in Frankreich mehrfach bei Dolmen vor (Dolmen du Pech Bruniquel, Dolmen du Pech d’Agaïo, Dolmen du Pech (Grammont), Dolmen du Pech de Jouan, Dolmens du Pech de la Crabe, Dolmen von Pech Laglaire, Dolmen Pech-Lapeyre). Die lokal als "Tombeau de geants" (dt. Riesengrab) bekannte Anlage wird als verschachtelter (emboité) Dolmen oder Doppeldolmen bezeichnet, da eine ursprüngliche kleinere Megalithanlage, die in einem D-förmigen Hügel lag, überbaut wurde. Dolmen ist in Frankreich der Oberbegriff für Megalithanlagen aller Art (siehe: Französische Nomenklatur).
Der Dolmen du Pech war 1989 Gegenstand einer Ausgrabung von B. Pajot und einer Restauration im Jahre 1992 und ist nun eingezäunt. Die Ausgrabung bestand auch aus der Abtragung des Hügels. Absonderlich an der Rekonstruktion ist der exakt rechteckige Steinhügel. Es gibt rechteckige Anlagen in der Gegend, aber dieser erscheint zu gleichmäßig. Die Abmessungen des Steinhügels betragen etwa 25 × 10 Meter. Die Westseite (Rückseite) ist apsidenförmig gekrümmt.
Nach Bernard Pajot kann die Geschichte des Komplexes wie folgt rekonstruiert werden:
In der späten Jungsteinzeit oder frühen Kupferzeit wurde ein erster Dolmen aus Kalksteinplatten errichtet. Der Hügel aus Trockenmauerwerkschichten war noch auf einer Höhe von 1,15 m erhalten. Dieser D-förmige Hügel hatte eine gerade Fassade von etwa 5,9 m Länge und eine Tiefe von 5,5 m. Die enge Kammer von etwa 2,2 × 0,9 m war Ost-West orientiert und im vorderen Bereich nicht vollständig erhalten. Zum Teil erhalten sind fünf Steine darunter zwei Decksteine.
Der zweite Dolmen wurde am Ende der Kupferzeit vorgebaut. Die größere Kammer von etwa 4,5 × 2,0 m hat die gleiche Ausrichtung und ist im hinteren Bereich von einer Deckenplatte bedeckt, die auch einen Teil der ursprünglichen Kammer bedeckt. Es gibt zwei große seitliche Tragsteine, die mittels zweier kleinerer schräggestellter Platten eine Verbindung mit der alten Frontseite herstellen. Der Kammerboden scheint gepflastert gewesen zu sein. Der langgestreckte Hügel endet, wie der ursprüngliche, in einer Apsis. Die erste Kammer wurde ihres Inhaltes entleert und in der Frühbronzezeit nachgenutzt.
Nur in der späteren Kammer wurden einer anthropologischen Studie zufolge die Reste von etwa 20 Personen gefunden. Die Beigaben darunter 1000 Scherben und ein Kupferblech entsprechend den unterschiedlichen Phasen der Nutzung.
In der Nähe liegt der Abri von Fontalès.